# Solenopsis decipiens
Solenopsis decipiens är en myrart som beskrevs av Carlo Emery 1906. Solenopsis decipiens ingår i släktet eldmyror, och familjen myror.

## Underarter
Arten delas in i följande underarter:
- S. d. abjecta
- S. d. decipiens
- S. d. scelesta